# Беглец (фильм, 1914)
«Беглец» (Гарун бежал быстрее лани) — кинофильм 1914 года по поэме М. Ю. Лермонтова. Из 2-х частей фильма сохранилась 1-я.

## Сюжет
1-я часть. В ауле народные гулянья. Приближаются русские войска. Гарун идёт на войну. В ходе сражения гибнут отец и два брата Гаруна, и он, струсив, бежит с поля боя.
2-я часть (не сохранилась). Гарун скитается, возвращается в аул, пытается оправдаться перед родными и гибнет.

## Художественные особенности
В картину режиссёр вставил сцены, поэтом не написанные, и в надписях попытался сымитировать строфику и синтаксис стихотворной речи.